# Urabá Antioquia
Urabá Antioquia è una sottoregione (Provincia) ad uso statistico e senza poteri amministrativi del dipartimento di Antioquia. La provincia è costituita da 12 comuni di cui il più popoloso è quello di Apartadó.

## Geografia fisica
Gran parte della zona settentrionale della provincia fa parte della regione caraibica della Colombia, le cui rive sono bagnate dal Mar dei Caraibi.

regione di Urabá Antioquia all'interno del Dipartimento di Antioquia.

## Comuni
- Apartadó
- Arboletes
- Carepa
- Chigorodó
- Murindó
- Mutatá
- Turbo
- Necoclí
- San Juan de Urabá
- San Pedro de Urabá
- Vigía del Fuerte